# Juana Sujo
Juana Sujo, auch Juana Sujovolsky (geboren am 14. Juli 1913 in Buenos Aires, Argentinien; gestorben am 12. Juli 1961 in Caracas, Venezuela), war eine argentinische Filmschauspielerin.

## Leben
Ihre jüdischen Eltern stammen aus Russland. Sie hatte zwei Schwestern, Berta und Anita. Als Juana vier Jahre alt war, zog die Familie nach Brasilien, wo sie zur Schule ging und Portugiesisch lernte. 1922 reiste Juana nach Deutschland, um Theater, Klavier und Sprachen zu studieren. Sie wurde von Ilka Grüning, einer Schülerin von Max Reinhard, unterrichtet. Dort lernte sie Lilli Palmer kennen. Nach der Machtergreifung Adolf Hitlers 1933 musste Juana Sujo als Jüdin das Land verlassen. Sie kehrte nach Buenos Aires zurück und unterrichtete dort ihre erste Theatergruppen. Zudem trat Sujo auch in Ecuador, Chile und Peru auf. Ihr Filmdebüt gab sie 1939 im Film "La vida de Carlos Gardel". Sie spielte in 13 Filmen mit. Ihren letzten Filmauftritt hatte sie 1951 im Film "El demonio es un ángel". 1949 kam sie nach Venezuela für ein Engagement in dem Melodram La balandra Isabel llegó esta tarde (deutscher Verleihtitel „Das Teufelsweib von Santa Margarita“). Sie blieb in Venezuela und engagierte sich für die Entwicklung des Theaters. So gründete die Juana Sujo Estudio Dramático (heute: Juana Sujo School of Performing Arts). Sie lehrte unter anderem Manola García Maldonado. Luis Guillermo Villegas Blanco engagierte sie als Schauspielerin für den Film "El demonio es un ángel". Es war der erste Film des Studios Bolívar Films. Im Jahre 1955 gründete sie die venezolanische Theatergesellschaft. 1957 trug sie bei einem Konzert des Komponisten Aaron Copland in Caracas Worte von Abraham Lincoln vor, die die Menge elektrisierten. Das Konzert soll den Sturz des Diktators Marcos Pérez Jiménez ausgelöst haben.
Zu ihren Ehren tragen die „Escuela de Artes Escénicas Juana Sujo“ (Schule der Darstellenden Künste, Caracas) und der „Premio Juana Sujo a la actividad teatral venezolana“ (venezolanischer Theaterpreis) ihren Namen.

## Filmografie
- 1939: La vida de Carlos Gardel
- 1940: Dama de compañía
- 1940: Flecha de oro
- 1941: La hora de las sorpresas
- 1941: Último refugio
- 1943: Cuando florezca el naranjo
- 1943: Eclipse de sol
- 1944: Nuestra Natacha
- 1945: Besos perdidos
- 1947: Como tú lo soñaste
- 1949: La trampa
- 1950: Agatha Valle
- 1950: Das Teufelsweib von Santa Margarita
- 1950: Maria La Loca
- 1951: El demonio es un ángel
- 2016: Das Kalte Herz (Munks Mutter)